# WorldView-3
 WorldView-3 — коммерческий спутник, предназначенный для наблюдения Земли. На момент запуска спутник WorldView-3 имел самое высокое пространственное разрешение среди всех коммерческих спутников ДЗЗ: до 31 см в панхроматическом, 1.24 м в мультиспектральном и 3.7 м в среднем инфракрасном диапазоне.

## Краткая характеристика спутника
Космический аппарат (далее КА) WorldView-3 предназначен для съёмки в панхроматическом и 8-канальном мультиспектральном режимах. Съёмочная аппаратура полностью аналогична той, которая установлена на КА WorldView-2; диаметр основного зеркала составляет 1,1 метра. Точность геопозиционирования в плане составляет 6,5 м СЕ90 или 4 м (СКО) без дополнительной коррекции плановых координат по наземным опорным точкам. КА WorldView-3 ведёт съёмку в трёх режимах:
- VNIR (Visible and Near Infrared — мультиспектральный видимый и ближний инфракрасный диапазон) — основной инструмент, 8 каналов, 6 из них — видимого диапазона (фиолетовый, синий, зелёный, жёлтый, красный, крайний красный) и 2 — ближнего инфракрасного (ближний-ИК1, ближний-ИК2)[6]
- SWIR (Shortwave Infrared — средний инфракрасный диапазон) — позволяет вести съёмку сквозь дымку, туман, смог, пыль, дым, туман и облака; 8 каналов) и
- CAVIS (clouds, aerosols, vapors, ice, snow — облака, аэрозоли, пары, лёд, снег) — позволяет проводить коррекцию атмосферных искажений; 12 каналов.

Спутник WorldView-3 — один из 6 спутников группировки компании DigitalGlobe (QuickBird, WorldView-1, WorldView-2, WorldView-3, GeoEye, IKONOS), суммарная производительность съёмки которой около 4 млн км² в сутки.

## Применение
Высочайшее пространственное разрешение и расширенный спектральный диапазон позволяет решать многие задачи, включая картографирование, мониторинг изменений земной поверхности, сельскохозяйственный мониторинг и др. Новый коротковолновый режим съёмки (SWIR) окажет существенную помощь при комплексном моделировании и картографировании горных пород, грунтов и почв. Потенциальные области применения включают в себя: геологическое картирование, экологический контроль и мониторинг районов стихийных бедствий, разведку нефтяных месторождений, других полезных ископаемых и геотермальных ресурсов, а также оценка других невозобновляемых ресурсов.
Также SWIR может использоваться для изучения пожаров, недоступных для съёмки в видимом диапазоне из-за дыма
В дополнение к сенсорам NIR и SWIR, обеспечивающих съёмку в 17 каналах, спутник WorldView-3 оснащён также сенсором CAVIS (сокращённо от Cloud, Aerosol, Water Vapor, Ice, Snow — облачность, аэрозоли, водяной пар, лёд, снег). Его главное назначение измерять характеристики составляющих атмосферы, необходимые для улучшения качества снимков путём внесения соответствующих поправок.